# Pessac-sur-Dordogne
 Pessac-sur-Dordogne  es una población y comuna francesa, en la región de Aquitania, departamento de Gironda, en el distrito de Libourne y cantón de Pujols.

## Demografía
| 588 | 576 | 534 | 490 | 471 | 463 |
| Para los censos de 1962 a 1999 la población legal corresponde a la población sin duplicidades (Fuente: INSEE [Consultar]) |     |     |     |     |     |